# Gachnang
Gachnang est une commune suisse du canton de Thurgovie.

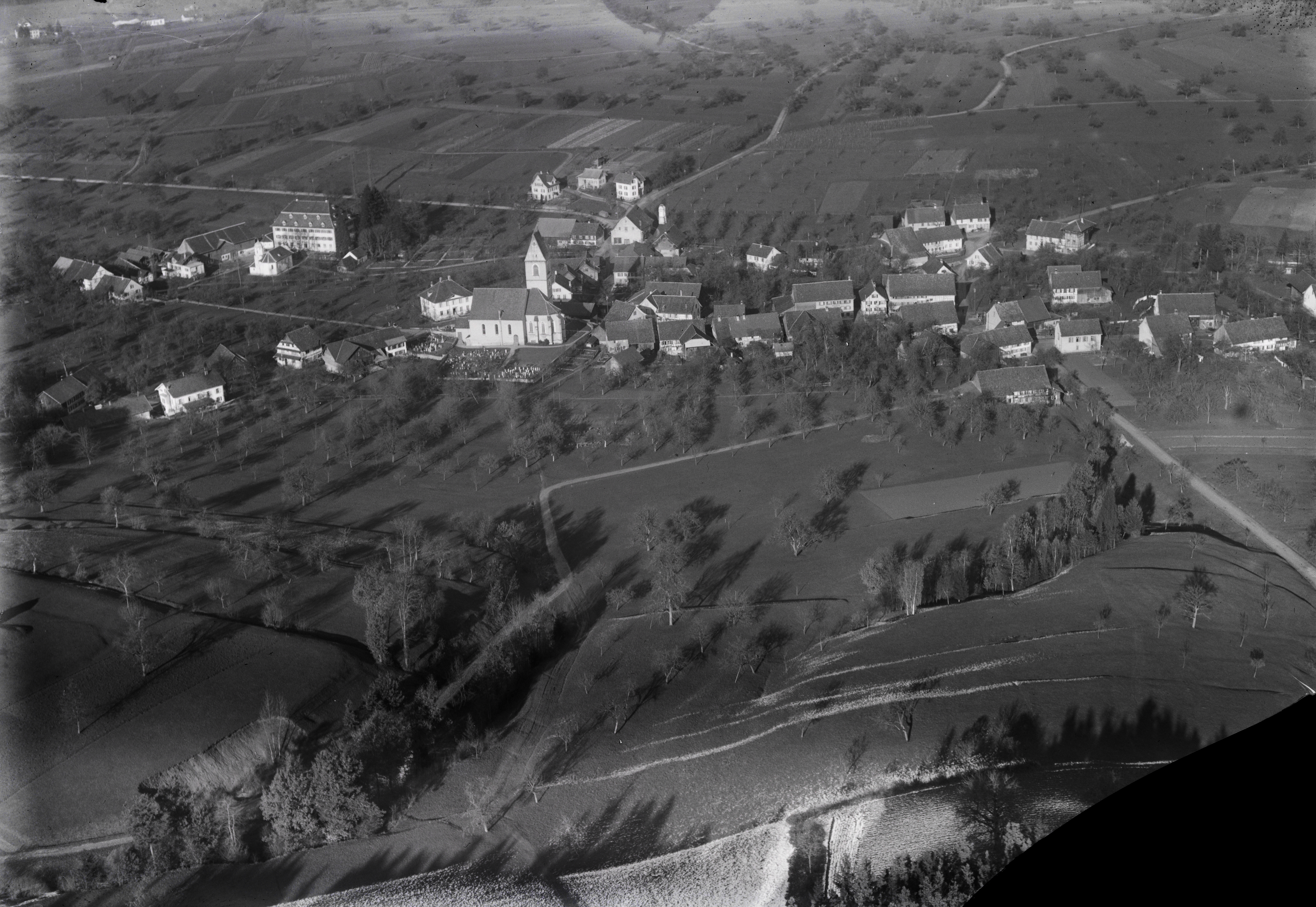
Photo aérienne prise à 300 m par Walter Mittelholzer (1923).
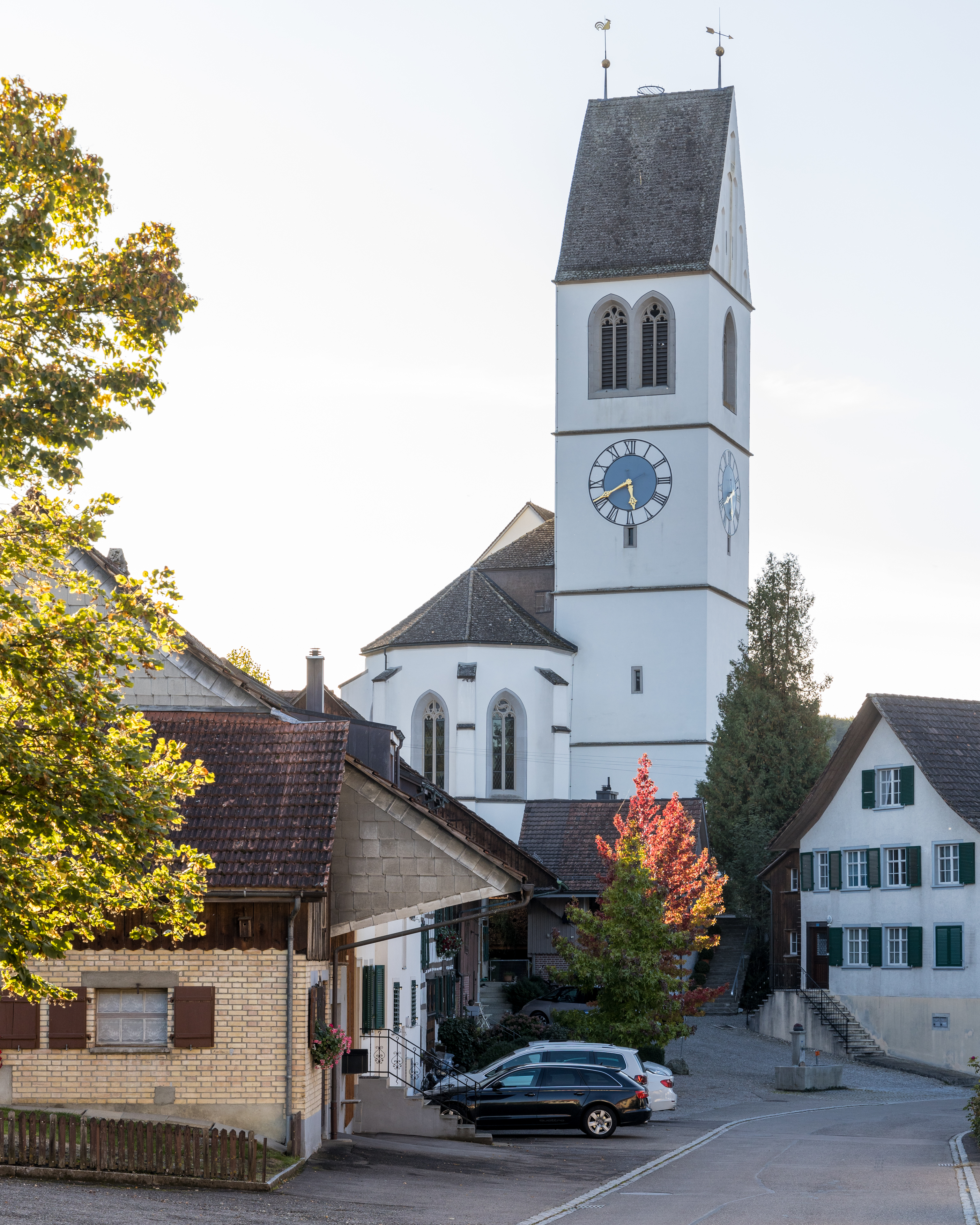
L'église évangélique Saint-Pancrace.